# Міст Ніссібі

Міст Ніссібі

37°53′56.1″ пн. ш. 38°58′28.5″ сх. д. / 37.898917° пн. ш. 38.974583° сх. д.
Міст Ніссібі (тур. Nissibi Köprüsü) — вантовий міст через водосховище греблі Ататюрка на Євфраті на кордоні провінцій Адияман — Шанлиурфа в південно-східній Туреччині. Введено в експлуатацію 21 травня 2015 року.

## Історія
З утворенням водосховища греблі Ататюрка у 1992 році, міст на шосе Кяхта — Сіверек — Діярбакир було зруйновано річкою Євфрат. Трафік між Адиямане і Діярбакир був перенаправлений на південь маршрутом E99 через Шанлиурфа. Трафік також підтримувався поромами через водосховище. За для уникнення об'їзду, новий міст було спроектовано через водосховище гребля Ататюрка Міст скоротив маршрут на 60 км

## Будівництво
Завершення земляних робіт відбулося 26 січня 2012, міст побудовано Gülsan Construction Co, названо на честь стародавнього міста Ніссібі розташованого в безпосередній близькості. Вантовий ортотропний міст завдовжки 610 м завдовжки і 24.50 м — основний проліт 400 мОбидва пілони мали 96 м заввишки. Міст має дві смуги руху в кожному напрямку
Кошторисна вартість будівництва — 100 млн. турецьких лір
Міст був офіційно відкрито 21 травня 2015 року у присутності президента Реджепом Таїпом Ердоганом.